# چنار (آباده)
روستای چنار یکی از روستاهای توابع بخش مرکزی شهرستان آباده در شمال استان فارس است. جمعیت این روستا بالغ بر ۲۵۰ نفر (۸۲ خانوار) است.